# Nonnos
Nonnos var en græsk digter, født i Panopolis (Akhmim) i Ægypten, og som
synes at have levet i begyndelsen af 5. årh. e.Kr.
Hans hovedværk er et digt Dionysiaka (Διονυσιακά), om
vingudens tog til Indien; en mængde myter er
indflettede, som Nonnos har lånt fra sine
forbilleder, de alexandrinske digtere. Digtet er
ikke uden talent; versbygningen er glat og
elegant, men meget ensformig.
I en ældre alder
gik Nonnos over til kristendommen og skrev et digt
Metabole, som er Johannesevangeliet sat på
vers. Både ved sit hovedværks mytiske
indhold og ved versbygningens teknik har Nonnos haft
stor betydning for de senere epikere.
Litteratur anvendt af Karl Hude i Salmonsen
- Ouwaroff: Sur les Dionysiaques de Nonnos, Petrograd 1843
- Kohler: Ueber die Dionysiaka des Nonnos, Halle 1853
- Janssen: Das Johannesevangelium nach der Paraphrase des Nonnos, Leipzig 1903